# Tenesor Semidán
Tenesor Semidán (Gran Canaria, 1447 circa – Tenerife, 1496) è stato un re (guanarteme) guanche dell'isola di Gran Canaria, del territorio di Gáldar.

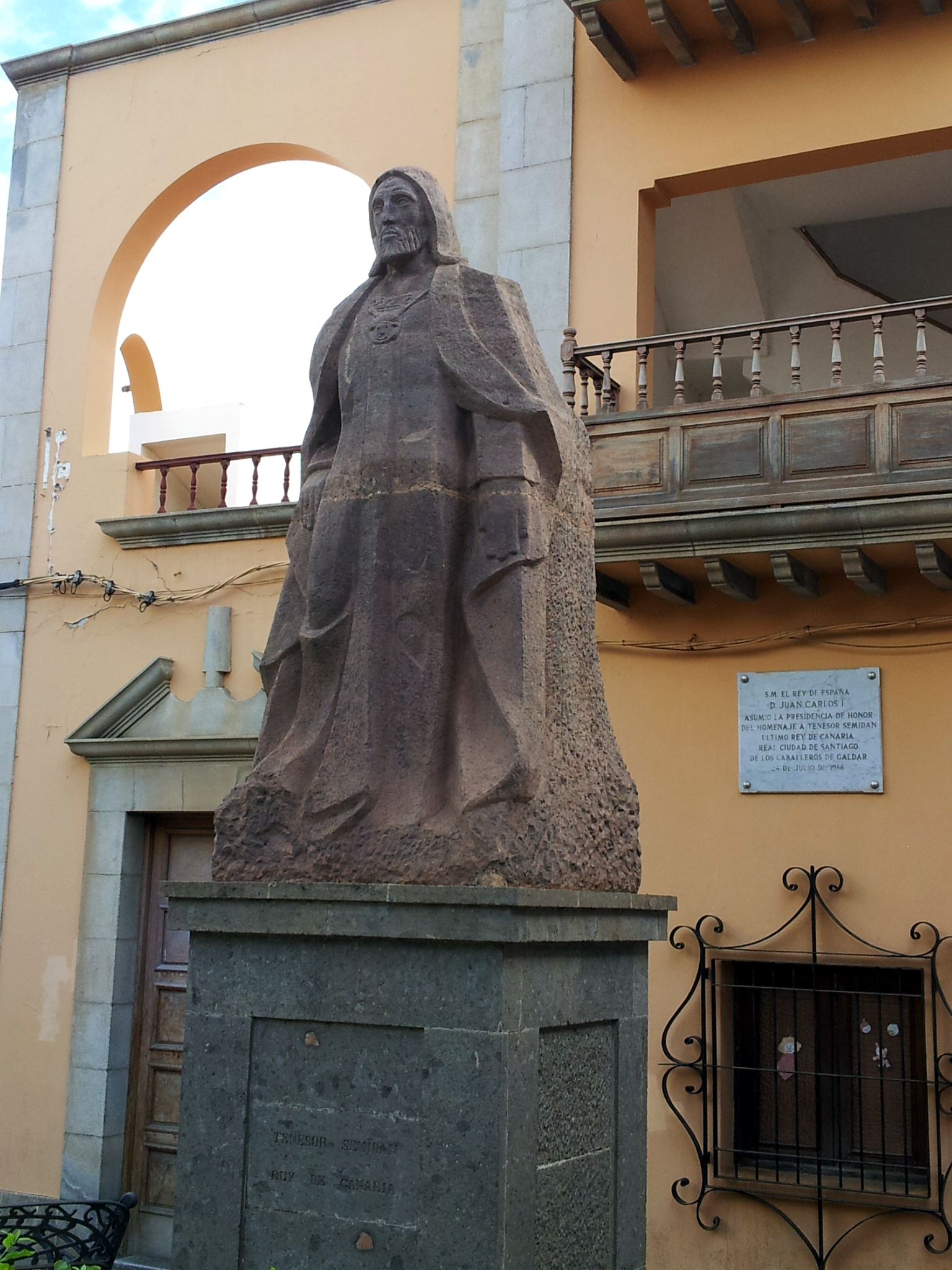
Statua di Tenesor Semidán a Gáldar

Ha mantenuto il titolo fino alla conquista spagnola dell'isola per poi passare ad ostentare un titolo nobiliario della Corona Spagnola.
Dopo la sua conversione al Cristianesimo e il suo battesimo, ha adottato il nome di Fernando Guanarteme. Ha collaborato con i conquistatori spagnoli per permettere la riappacificazione dell'isola ed aiutarli nella conquista dell'isola di La Palma e di Tenerife, agli ordini del capitano Alonso Fernández di Lugo.
Si tratta di un personaggio storico che causa sentimenti contrastanti nelle Isole Canarie per il suo ruolo nella conquista delle isole.

## Biografia
Tenesor Semidán ereditò il titolo di re dei territori di Gáldar da suo zio Egonaiga. Mantenne il controllo della zona fino all'inizio della conquista spagnola e alla sua conseguente cattura nel 1482, quando è stato catturato dai conquistatori di Hernán Peraza. Durante la sua prigionia, fu trasportato a Siviglia, dove incontrò i Re Cattolici di Spagna e dove è stato battezzato.
Nel 1483 ritornò a Gran Canaria, dove riuscì a riappacificare l'isola riunendosi con gli altri re dei territori e, pacificamente, consegnando l'isola alla Corona Spagnola.
È rimasto a Gran Canaria per pochi anni, posteriormente ha aiutato il conquistatore Alonso Fernández di Lugo con la conquista dell'isola di La Palma e di Tenerife. Nel 1496 è morto nell'isola di Tenerife, poco dopo aver finalizzato la conquista. Le cause della morte sono discordanti: alcune cronache raccontano di una possibile morte dovuta alla malaria, altri racconti, invece, raccontano di un possibile avvelenamento.